# بارزة تحت الخيشوم
بارزة البلعوم السفلي (بالإنجليزية: hypopharyngeal eminence)‏ أو البارزة تحت الخيشوم (بالإنجليزية: hypobranchial eminence)‏ هي تركيب تخلق مضغي يكون 1/3 الجزء الخلفي (حباك اللسان) لسان الشخص البالغ أثاء التكون الجنيني.